# Godfried Frimpong
Godfried Ayesu Owusu Frimpong (Rotterdam, 21 aprile 1999) è un calciatore olandese, difensore del Kasımpaşa.

## Carriera

### Club
Prodotto delle giovanili del Benfica, nel 2018 viene aggregato alla rosa della squadra riserve, giocando per tre stagioni in seconda divisione. Nel 2021 si trasferisce al Moreirense, con il quale debutta in Primeira Liga il 7 agosto 2021, nell'incontro perso per 1-2 contro il Benfica.

### Nazionale
Ha giocato nelle nazionali giovanili olandesi Under-16 ed Under-18.

## Statistiche

### Presenze e reti nei club
Statistiche aggiornate al 25 febbraio 2022.
| Stagione        | Squadra         | Campionato      | Campionato | Campionato | Coppe nazionali | Coppe nazionali | Coppe nazionali | Coppe continentali | Coppe continentali | Coppe continentali | Altre coppe | Altre coppe | Altre coppe | Totale | Totale |
| Stagione        | Squadra         | Comp            | Pres       | Reti       | Comp            | Pres            | Reti            | Comp               | Pres               | Reti               | Comp        | Pres        | Reti        | Pres   | Reti   |
| --------------- | --------------- | --------------- | ---------- | ---------- | --------------- | --------------- | --------------- | ------------------ | ------------------ | ------------------ | ----------- | ----------- | ----------- | ------ | ------ |
| 2018-2019       | Benfica B       | LdH             | 11         | 0          |                 | -               | -               |                    | -                  | -                  |             | -           | -           | 11     | 0      |
| 2019-2020       | Benfica B       | LdH             | 16         | 1          |                 | -               | -               |                    | -                  | -                  |             | -           | -           | 16     | 1      |
| 2020-2021       | Benfica B       | LdH             | 12         | 0          |                 | -               | -               |                    | -                  | -                  |             | -           | -           | 12     | 0      |
| 2021-2022       | Moreirense      | PL              | 4          | 0          | CP+CdL          | 0               | 0               |                    | -                  | -                  |             | -           | -           | 4      | 0      |
| Totale carriera | Totale carriera | Totale carriera | 43         | 1          |                 | 0               | 0               |                    | -                  | -                  |             | -           | -           | 43     | 1      |

## Palmarès

### Club

#### Competizioni nazionali
- Segunda Liga: 1

Moreirense: 2022-2023